# Жугин, Николай Григорьевич
Николай Григорьевич Жугин (1 февраля 1926, Боголюбовка, Оренбургская область — 25 августа 2010, Миасс, Челябинская область) — советский инженер-технолог и организатор автомобильной промышленности. Директор Уральского автомобильного завода (1970—1976). Член Коллегии Министерства автомобильной промышленности СССР (1976—1986). Лауреат Государственной премии СССР (1972).

## Биография
С 10 января 1944 года в возрасте семнадцати лет, после окончания средней школы был призван в ряды Рабоче-Крестьянской Красной армии и направлен в действующую армию на фронт, участник Великой Отечественной войны и с 1945 года Советско-японской войны. С 1945 по 1950 годы продолжил свою действительную военную службу в рядах Советской армии.
С 1950 по 1955 годы проходил обучение в Среднеазиатском политехническом институте. С 1955 по 1960 годы работал на Уральском автомобильном заводе в должностях: инженера-технолога, начальника участка, заместителя начальника цеха шасси и начальника цеха шасси.
С 1960 по 1970 годы в течение десяти лет, Н. Г. Жугин работал в должности — главного инженера, с 1970 по 1976 годы был — директором Уральского автомобильного завода. Н. Г. Жугиным как руководитель предприятия внёс весомый вклад в создание большегрузного автомобиля «Урал-375» и последующей его модификации, под его руководством и при непосредственном участии была проведена огромная работа по механизации и автоматизации промышленного производства, внедрение в производство современной техники, реконструкции и создании новых современных цехов.
В 1972 году Постановлением ЦК КПСС и Совета Министров СССР Н. Г. Жугин был удостоен — Государственной премии СССР.
В 1966, 1971 и в 1976 году Указом Президиума Верховного Совета СССР «за высочайшие достижения в труде» Н. Г. Жугин был награждён — Орденом «Знак Почёта», Орденом Октябрьской революции и Орденом Ленина.
С 1976 по 1986 годы, в течение десяти лет, Н. Г. Жугин входил в состав членов Коллегии Министерства автомобильной промышленности СССР и одновременно являлся — руководителем Всесоюзного промышленного объединения по производству специальных автомобилей и прицепов. С 1986 по 1998 годы работал в должности главного специалиста Технического отдела Государственного проектно-технологического института.
Скончался 25 августа 2010 года в Миассе Челябинской области.

## Награды
Основной источник:
- Орден Ленина (1976)
- Орден Октябрьской революции (1971)
- Орден «Знак Почёта» (1966)
- Медаль «За победу над Германией в Великой Отечественной войне 1941—1945 гг.»
- Серебряная медаль ВДНХ

### Премия
- Государственная премия СССР (1972)